# Bokel (Beverstedt)
Bokel is een plaats en voormalige gemeente in de Duitse deelstaat Nedersaksen. De gemeente maakte deel uit van de Samtgemeinde Beverstedt in het Landkreis Cuxhaven. Per 1 november 2011 werd de Samtgemeinde opgeheven. De deelnemende gemeenten verloren hun zelfstandigheid en gingen op in de nieuwe eenheidsgemeente Beverstedt.
- Bibliothèque nationale de France: cb15171606f (data)
- Gemeinsame Normdatei: 4007599-0
- Virtual International Authority File: 170074396